# Władimir Grekow
Władimir Grekow, ros. Владимир Греков – radziecki kierowca wyścigowy, wielokrotny mistrz kraju.

## Biografia
Karierę rozpoczynał w 1965 roku od startów w grupie A (GAZ-21 Wołga). W 1967 roku zmienił samochód na Melkusa 64 i rozpoczął starty w Formule 3. W swoim pierwszym sezonie startów w tej serii zdobył tytuł. W sezonie 1968 rozpoczął rywalizację Estonią 9. W 1970 roku wygrał wyścig na torze Barawaja i po raz drugi został mistrzem Formuły 3. W 1971 roku rozpoczął starty w Formule 2 i w debiutanckim sezonie zdobył mistrzostwo ZSRR. Drugi tytuł w tej serii zdobył w 1974 roku. W roku 1976 został natomiast mistrzem Sowieckiej Formuły 1.
W latach 1968–1977 uczestniczył w Pucharze Pokoju i Przyjaźni.

## Wyniki
| Legenda oznaczeń w tabelach wyników Wyświetl szablon na nowej stronie | Legenda oznaczeń w tabelach wyników Wyświetl szablon na nowej stronie                                                                     |
| Oznaczenie                                                            | Wyjaśnienie |
| --------------------------------------------------------------------- | --- |
| Złoty                                                                 | Zwycięzca lub mistrzostwo |
| Srebrny                                                               | 2. miejsce lub wicemistrzostwo |
| Brązowy                                                               | 3. miejsce lub II wicemistrzostwo |
| Zielony                                                               | Ukończył, punktował (w klasyfikacji generalnej, gdy zdobył co najmniej jeden punkt na przestrzeni sezonu, poza trzema powyższymi opcjami) |
| Niebieski                                                             | Ukończył, nie punktował (w klasyfikacji generalnej, gdy nie zdobył co najmniej jednego punktu na przestrzeni sezonu)                      |
| Czerwony                                                              | Nie zakwalifikował się (NZ) |
| Czerwony                                                              | Nie prekwalifikował się (NPK) |
| Różowy                                                                | Nie ukończył (NU) |
| Różowy                                                                | Niesklasyfikowany (NS) (w klasyfikacji generalnej, gdy nie został sklasyfikowany w żadnym wyścigu sezonu)                                 |
| Czarny                                                                | Zdyskwalifikowany (DK) |
| Czarny                                                                | Wykluczony (WYK/EX) |
| Biały                                                                 | Nie wystartował (NW) |
| Biały                                                                 | Kontuzjowany (K/INJ) |
| Biały                                                                 | Wyścig odwołany (OD/C) |
| Bez koloru                                                            | Został wycofany (WYC/WD) |
| Bez koloru                                                            | Nie przybył (NP/DNA) |
| Bez koloru                                                            | Nie brał udziału w treningach (NT/DNP) |
| Bez koloru                                                            | Nie został zgłoszony (–) |
| Pogrubienie                                                           | Start z pole position |
| Kursywa                                                               | Najszybsze okrążenie wyścigu |
| †                                                                     | Nie ukończył, ale jego rezultat został zaliczony ze względu na przejechanie więcej niż 90% dystansu wyścigu.                              |
| *                                                                     | Sezon w trakcie |
| 1/2/3                                                                 | Punktowana pozycja w sprincie kwalifikacyjnym                                                                                             |
| Lista systemów punktacji Formuły 1                                    | |

### Puchar Pokoju i Przyjaźni
| Rok  | Samochód    | Silnik   | Wyniki w poszczególnych eliminacjach | Wyniki w poszczególnych eliminacjach | Wyniki w poszczególnych eliminacjach | Wyniki w poszczególnych eliminacjach | Wyniki w poszczególnych eliminacjach | Pkt. | Msc. |
| ---- | ----------- | -------- | ------------------------------------ | ------------------------------------ | ------------------------------------ | ------------------------------------ | ------------------------------------ | ---- | ---- |
| 1968 |             |          |                                      | Czechosłowacja                       |                                      |                                      |                                      | ?    | ?    |
| 1968 | Estonia 9   | Wartburg | 4                                    | 8                                    | 6                                    |                                      |                                      | ?    | ?    |
| 1969 |             |          | Czechosłowacja                       |                                      |                                      |                                      |                                      | ?    | ?    |
| 1969 | Estonia 9   | Wartburg | 9                                    | 10                                   | ?                                    | 9                                    |                                      | ?    | ?    |
| 1971 |             |          |                                      |                                      |                                      |                                      |                                      | ?    | ?    |
| 1971 | Estonia 16M | Wartburg | 4                                    | -                                    |                                      |                                      |                                      | ?    | ?    |
| 1975 |             |          |                                      |                                      | Czechosłowacja                       |                                      |                                      | 82   | 6    |
| 1975 | Estonia 18  | Łada     | 3                                    | 8                                    | 10                                   | 6                                    |                                      | 82   | 6    |
| 1976 |             |          |                                      |                                      | Czechosłowacja                       |                                      | Czechosłowacja                       | 150  | 7    |
| 1976 | Estonia 18  | Łada     | 9                                    | 8                                    | 9                                    | 6                                    | 7                                    | 150  | 7    |
| 1977 |             |          |                                      |                                      | Czechosłowacja                       |                                      |                                      | 67   | 19   |
| 1977 | Estonia 18  | Łada     | 11                                   | -                                    | -                                    | 12                                   | NU                                   | 67   | 19   |

### Sowiecka Formuła 1
| Rok  | Zespół            | Samochód   | Silnik | Wyniki w poszczególnych eliminacjach | Wyniki w poszczególnych eliminacjach | Wyniki w poszczególnych eliminacjach | Wyniki w poszczególnych eliminacjach | Pkt. | Msc. |
| ---- | ----------------- | ---------- | ------ | ------------------------------------ | ------------------------------------ | ------------------------------------ | ------------------------------------ | ---- | ---- |
| 1976 |                   |            |        |                                      |                                      |                                      |                                      | 300  | 1    |
| 1976 | Spartak Krasnodar | Estonia 18 | Łada   | 1                                    | 1                                    | 1                                    | -                                    | 300  | 1    |

### Sowiecka Formuła 2
| Rok  | Zespół            | Samochód    | Silnik   | Wyniki w poszczególnych eliminacjach | Wyniki w poszczególnych eliminacjach | Wyniki w poszczególnych eliminacjach | Wyniki w poszczególnych eliminacjach | Pkt. | Msc. |
| ---- | ----------------- | ----------- | -------- | ------------------------------------ | ------------------------------------ | ------------------------------------ | ------------------------------------ | ---- | ---- |
| 1971 |                   |             |          |                                      |                                      |                                      |                                      | 182  | 1    |
| 1971 | Spartak Krasnodar | Estonia 16M | Wartburg | 2                                    | 1                                    | NU                                   |                                      | 182  | 1    |
| 1972 |                   |             |          |                                      |                                      |                                      |                                      | ?    | ?    |
| 1972 | Spartak Krasnodar | Estonia 16M | Wartburg | NU                                   | NU                                   | 2                                    |                                      | ?    | ?    |
| 1974 |                   |             |          |                                      |                                      |                                      |                                      | 289  | 1    |
| 1974 | Spartak Krasnodar | Estonia 16M | Wartburg | 3                                    | 2                                    | ?                                    | ?                                    | 289  | 1    |

### Sowiecka Formuła 3
| Rok  | Zespół            | Samochód   | Silnik   | Wyniki w poszczególnych eliminacjach | Wyniki w poszczególnych eliminacjach | Wyniki w poszczególnych eliminacjach | Wyniki w poszczególnych eliminacjach | Wyniki w poszczególnych eliminacjach | Wyniki w poszczególnych eliminacjach | Pkt. | Msc. |
| ---- | ----------------- | ---------- | -------- | ------------------------------------ | ------------------------------------ | ------------------------------------ | ------------------------------------ | ------------------------------------ | ------------------------------------ | ---- | ---- |
| 1967 |                   |            |          |                                      |                                      |                                      |                                      |                                      |                                      | 345  | 1    |
| 1967 | Spartak Krasnodar | Melkus 64  | Wartburg | 2                                    | 1                                    | 4                                    | 2                                    |                                      |                                      | 345  | 1    |
| 1968 |                   |            |          |                                      |                                      |                                      |                                      |                                      |                                      | ?    | 3    |
| 1968 | Spartak Krasnodar | Estonia 9  | Wartburg | 3                                    | 4                                    |                                      |                                      |                                      |                                      | ?    | 3    |
| 1969 |                   |            |          |                                      |                                      |                                      |                                      |                                      |                                      | 28   | 2    |
| 1969 | Spartak Krasnodar | Estonia 9  | Wartburg | 2                                    | 2                                    | 2                                    | 2                                    |                                      |                                      | 28   | 2    |
| 1970 |                   |            |          |                                      |                                      |                                      |                                      |                                      |                                      | –    | 1    |
| 1970 | Spartak Krasnodar | Estonia 9M | Wartburg | 1                                    |                                      |                                      |                                      |                                      |                                      | –    | 1    |
| 1973 |                   |            |          |                                      |                                      |                                      |                                      |                                      |                                      | 238  | 2    |
| 1973 | Spartak Krasnodar | Estonia 9M | Wartburg | 10                                   | 1                                    | 1                                    |                                      |                                      |                                      | 238  | 2    |
| 1975 |                   |            |          |                                      |                                      |                                      |                                      |                                      |                                      | ?    | 6    |
| 1975 | Spartak Krasnodar | Estonia 18 | Łada     | NU                                   | NU                                   | 1                                    | 2                                    |                                      |                                      | ?    | 6    |
| 1977 |                   |            |          |                                      |                                      |                                      |                                      |                                      |                                      | 100  | 18   |
| 1977 | Spartak Krasnodar | Estonia 18 | Łada     | 1                                    | NU                                   | NU                                   | NU                                   | NU                                   | NU                                   | 100  | 18   |

### Polska Formuła 3
| Rok  | Zespół            | Samochód  | Silnik   | Wyniki w poszczególnych eliminacjach | Wyniki w poszczególnych eliminacjach | Pkt. | Msc. |
| ---- | ----------------- | --------- | -------- | ------------------------------------ | ------------------------------------ | ---- | ---- |
| 1968 |                   |           |          |                                      |                                      | 0    | NS   |
| 1968 | Spartak Krasnodar | Estonia 9 | Wartburg | 4                                    | -                                    | 0    | NS   |